# Owari (Han)
Owari (jap. 尾張藩, Owari-han) war ein Han (Lehen) in Japan in der Edo-Zeit, das von 1610 bis 1871 bestand. Es hatte seinen Sitz in Nagoya in der alten Provinz Owari (heute Präfektur Aichi), weshalb es auch Nagoya-han (名古屋藩) genannt wurde. Es ging 1610 aus dem Han Kiyosu hervor und wurde stets von der Linie der Owari-Tokugawa regiert. Erster Daimyō war Tokugawa Yoshinao, neunter Sohn von Tokugawa Ieyasu.
Die Söhne des zweiten Daimyō, Tokugawa Mitsutomo, erhielten eigene Lehen: Matsudaira Yoshiyuki (松平 義行) war 1681–1700 Daimyō in Takai und ab 1700 in Takasu (wo seine Linie bis 1870 regierte) und Matsudaira Yoshimasa (松平 義昌) begründete 1683 die Linie in Yanagawa, die 1730 in der Hauptlinie aufging. Mehrmals kamen Daimyō von Owari aus diesen Nebenlinien.

## Liste der Daimyō
- Owari-Tokugawa (Shimpan-Daimyō, 472.344 Koku → 563.206 Koku → 619.500 Koku), 1610–1871

|    | Name                | Kanji       | Amtszeit  | Bemerkungen |
| -- | ------------------- | ----------- | --------- | --- |
| 1  | Tokugawa Yoshinao   | 徳川 義直   | 1610–1650 | Zuvor Daimyō von Kōfu 1600–1607 und von Kiyosu 1607–1610 |
| 2  | Tokugawa Mitsutomo  | 徳川 光友   | 1650–1693 | |
| 3  | Tokugawa Tsunanari  | 徳川 綱誠   | 1693–1699 | |
| 4  | Tokugawa Yoshimichi | 徳川 吉通   | 1699–1713 | |
| 5  | Tokugawa Gorōta     | 徳川 五郎太 | 1713      | |
| 6  | Tokugawa Tsugutomo  | 徳川 継友   | 1713–1730 | |
| 7  | Tokugawa Muneharu   | 徳川 宗春   | 1730–1739 | Zuvor als Matsudaira Michiharu (松平 通春) Daimyō von Yanagawa 1729–1730 |
| 8  | Tokugawa Munekatsu  | 徳川 宗勝   | 1739–1761 | Zuvor als Matsudaira Yoshiatsu (松平 義淳) Daimyō von Takasu 1732–1739 |
| 9  | Tokugawa Munechika  | 徳川 宗睦   | 1761–1799 | |
| 10 | Tokugawa Naritomo   | 徳川 斉朝   | 1799–1827 | |
| 11 | Tokugawa Nariharu   | 徳川 斉温   | 1827–1839 | |
| 12 | Tokugawa Naritaka   | 徳川 斉荘   | 1839–1845 | Zuvor Oberhaupt des Hauses Tayasu-Tokugawa (Gosankyō) 1836–1839 |
| 13 | Tokugawa Yoshitsugu | 徳川 慶臧   | 1845–1849 | |
| 14 | Tokugawa Yoshikumi  | 徳川 慶恕   | 1849–1858 | 1. Amtszeit, 2. Amtszeit als 17. Daimyō |
| 15 | Tokugawa Mochinaga  | 徳川 茂徳   | 1858–1863 | Zuvor als Matsudaira Yoshichika (松平 義比) Daimyō von Takasu 1850–1858 und anschließend als Tokugawa Mochiharu (徳川 茂栄) Oberhaupt des Hauses Hitotsubashi-Tokugawa (Gosankyō) 1866–1884 |
| 16 | Tokugawa Yoshinori  | 徳川 義宜   | 1863–1869 | |
| 17 | Tokugawa Yoshikatsu | 徳川 慶勝   | 1869–1871 | 2. Amtszeit, 1. Amtszeit als 14. Daimyō |